# Bean Cake
Pour plus de détails, voir Fiche technique et Distribution.
Bean Cake est un film américain réalisé par David Greenspan, sorti en 2001.

## Fiche technique
- Titre : Bean Cake
- Réalisation : David Greenspan
- Scénario : David Greenspan, Lafcadio Hearn, Noriko Kimura et Chris Zeller
- Musique : Wataru Hokoyama
- Photographie : Bryan Donnell
- Montage : David Greenspan
- Production : David Greenspan, Noriko Kimura et Trac Vu
- Pays :  États-Unis
- Durée : 12 minutes
- Dates de sortie : 
  -  France : mai 2001 (festival de Cannes)

## Distribution
- Ryuichi Miyakawa : Uchida Taro
- Sayaka Kanda : Mihara O-Yoshi
- Chikara Inoue : Obe-Sensei
- Nya Daigo : la mère de Taro
- Takuya Matsuda : Taguchi

## Distinctions
Le film a reçu la Palme d'or du court métrage lors du festival de Cannes 2001.